# Friedrich Wilhelm Raiffeisen
Friedrich Wilhelm Raiffeisen (Hamm, 30 marzo 1818 – Heddesdorf, 11 marzo 1888) è stato un politico tedesco.

## Biografia
Nato il 30 marzo 1818 a Hamm, sul fiume Sieg, negli anni dell'infanzia e dell'adolescenza ricevette una profonda educazione religiosa. Nel 1845, terminati gli studi a Coblenza, Raiffeisen è nominato borgomastro di Weyerbusch, un piccolo villaggio di montagna noto come il "paese della povera gente" della regione del Westerwald, comprendente 22 comuni. Prendendo coscienza delle difficoltà dei suoi amministrati, durante la crisi economica ed alimentare degli anni 1846-48 fondò la Commissione di assistenza per i poveri, chiedendo un prestito agli abitanti più agiati della regione e introducendo, come copertura, il principio della responsabilità illimitata dei soci. Con i fondi raccolti acquistò grano a Colonia e distribuì la farina ottenuta fra i contadini indigenti. Per vincere la fame promosse la costruzione di un forno frutto della collaborazione di tutta la comunità, trasformando così la Commissione di assistenza in una Società del pane, il quale venne venduto a credito a tutte le famiglie, anche le più povere, e a prezzo molto basso.
Trasferito per decreto imperiale a Flammersfeld, sempre nel Westerwald, Raiffeisen si trova a dover affrontare nuovamente gli stessi problemi. Il 1º dicembre 1849 fonda la Società di mutuo soccorso di Flammersfeld per l'assistenza degli agricoltori privi di mezzi. Grazie all'ottima reputazione che riuscì a costruirsi, l'ente ottenne numerosi depositi da parte dei cittadini più benestanti. Si sviluppò così un sistema di depositi e prestiti a contadini e artigiani, una sorta di prima Cassa Rurale e Artigiana. Nell'autunno del 1852 Raiffeisen venne trasferito a Heddersdorf, vicino a Neuwied nella valle del Reno e fondò la Società di beneficenza di Heddersdorf che diventerà l'Associazione Cassa rurale di Heddersdorf. Ritiratosi e pressoché cieco, aiutato dalla figlia Amalia, percorse la campagna e i paesi limitrofi della Germania per assistere la creazione delle cooperative lattiere.

## Emuli
- In Francia trovò aiuto in quei circoli che erano ispirati da Charles Fourier, Louis Blanc e Louis Durand.
- In Italia l'avvio delle Casse rurali fu soprattutto merito di Leone Wollemborg, di famiglia ebrea padovana di origine tedesca, che aveva letto tutte le opere di Raiffeisen e che trovò l'incondizionato appoggio del basso clero veneto. Wollemborg aprì la prima Cassa rurale in Italia nel 1883, a Loreggia, un paese dell'alta padovana. Ciò permise alle famiglie un punto saldo nella comune lotta all'estrema povertà delle zone rurali. Altra figura di spicco fu Don Lorenzo Guetti che, sempre ispirandosi alle Associazioni casse di prestito di Raiffeisen, diede vita al movimento cooperativo in Trentino.[1]
- Il paese dove maggiore fu l'influenza di Raiffeisen fu l'Austria, dove tuttora gli è dedicata un'organizzazione bancaria cooperativa molto efficiente, che è collegata con analoghe iniziative in provincia di Bolzano.

## Scritti principali
- Friedrich Wilhelm Raiffeisen, Le Associazioni Casse di Prestito. Raiffeisen, l'uomo che vinse la miseria. Saggio introduttivo di Pietro Cafaro, Edizione 2010, Roma, Ecra - Edizioni del Credito Cooperativo, Collana I Classici del Credito Cooperativo.

## Volumi a lui dedicati
- Franz Braumann, Un uomo vince la miseria, Ecra - Edizioni del Credito Cooperativo, Collana Biblioteca, Roma, 2016
- Marcello Farina, Renzo Tommasi, L’ideale cooperativo di F.W. Raiffeisen (1818-1888) e la sua prima diffusione Ecra - Edizioni del Credito Cooperativo, Roma, 2015[2]